# Дельо Марковски
Дельо Динев Марковски е български революционер, деец на Вътрешната македоно-одринска революционна организация, костурски войвода и участник в Илинденско-Преображенското въстание.

## Биография
Дельо Марковски е роден през 1871 година в село Косинец, Костурско. Занимава се с търговия. Привлечен е във ВМОРО от Лазар Поптрайков през 1898 година. Вследствие на Иванчовата афера от 1901 година е арестуван и лежи 2 години в затвора в град Корча. Заедно с Лазар Киселинчев, Васил Чекаларов и Атанас Кършаков организира канали за внос на оръжие от Албания и Гърция.
Дельо Марковски участва в Илинденско-Преображенското въстание през лятото на 1903 година като войвода. След потушаването на въстанието продължава да се занимава с търговия, като отваря бакалница и касапница и в близката до Косинец паланка Билища. Тука работи за сближаването на ВМОРО и албанския революционен комитет на Черчиз Топули, Михал Грамено, Темистокли Гърмени, Адем бей и Танас Настоплиси. Заради това комендантът на Билища майор Рамиз бей го прави неуспешен атентат срещу него, при който по погрешка е убит негов съселянин на име Дельо, след това го изгонва от града и дава зелена светлина на ръководителя на гръцкото андартско движение в Костурско Георгиос Цондос (капитан Вардас) да бъде нападнато родното село на Марковски Косинец.
На 3 май 1907 година след като селяните заминават на гурбет в чужбина, 320 членна гръцка чета, ръководена от капитаните Янис Критикос и Христос К. Мицос отсяда в Кърчища, където местният гъркоманин Пандо Гачко я снабдява с турски дрехи и след това през деня водена от куриера Спиро Влаха напада Косинец. Марковски организира отбраната на селото - заедно с Георги (Гако) Кенков се разполагат в една къща, Гюто (Йото) Стасков и Митре Пировски във втора, а малкото му братче Кръсто – в трета и петимата отблъскват андартите, които привечер се оттеглят с 20 души жертви. От селяните е убита Султана Динева Гушлева, деец на комитета и едно момиче, което е нарязано на парчета. При оттеглянето си андартите изгарят къщата и дюкяна на Марковски.
След Младотурската революция през 1908 година Дельо Марковски се занимава с политика, а след това дейно участва в делата на възстановената от Тодор Александров Вътрешна македонска революционна организация. В началото на Първата световна война се намира в Албания, където подпомага албанските революционери. По-късно е зачислен към разузнавателната служба на Щаба на армията, като се сближава с изгонените от режима на Елевтериос Венизелос гърци-роялисти, сред които и нападналият в 1907 година Косинец капитан Янис Критикос, и урежда канал за кореспонденцията им с Германия. Ръководи разузнаването срещу френските войски в района на Поградец. През това време съпругата му се намира в Дъмбени, където е измъчвана от френски контраразузнавачи, за да изкопчат информация за Дельо Марковски.
За проявена храброст през Първата световна война в 1918 година, Дельо Марковски е награден с орден „За храброст“.
След края на войната Марковски се заселва със семейството си в София, където умира през 1939 г.